# Taberna Mylaensis
La Taberna Mylaensis è un gruppo musicale italiano di genere folk originario di Milazzo, fondato da Luciano Maio.
Il gruppo, nato nel 1975 e tuttora attivo, si dedica al recupero della tradizione musicale della Sicilia: canti basati sul lavoro dei vendemmiatori e dei mietitori, canti religiosi, canti d'amore, canti di rabbia e di protesta.
Il nome del gruppo, in latino, significa "La taverna di Milazzo".

## Storia
Vari artisti hanno fatto parte del gruppo, ma sempre con Luciano Maio come punto di riferimento. I membri del gruppo sono cantautori, compositori e rielaboratori della musica siciliana.
La musica della Taberna è stata influenzata dalle culture dei popoli che sono stati presenti in Sicilia, tra cui Greci, Arabi e Normanni.
Il repertorio del gruppo, inizialmente, basato su canzoni di protesta, con il passare degli anni si è spostato su un genere più contemporaneo.
Possiamo dividere la storia del Taberna Mylaensis in tre periodi.

### 1975 - 1980: Le origini
In questo periodo, il repertorio era basato su brani della tradizione, raccolti oralmente o tratti dalle ricerche di etnomusicologi o storici delle tradizioni popolari.
Nel 1976 il gruppo pubblica i primi due dischi, l'album Fammi ristari nto menzu di to brazza" e "Populu e Santi, che raccolgono canti di lavoro, canzoni d'amore, canti di carcerati, canti religiosi, tarantelle e ninne nanne. La formazione originale, oltre a Luciano Maio, comprendeva Franco Salvo, Santo (Bobo) Otera, Alberto Cocuzza (deceduto il 17 gennaio 2023) e Carmelo Gitto.
Sempre nello stesso anno, il gruppo partecipa al tour nazionale di Francesco De Gregori, esperienza che gli permette di apparire in vari programmi radio-televisivi.
Nel 1978 la Taberna svolge una tournée nei Paesi Bassi dove tornerà due anni dopo per rappresentare l'Italia al Winterfolkfestival di Dordrecht e Arnhem (Paesi Bassi).

### 1980 - 1996
In questo periodo la Taberna compone ed integra il repertorio con brani di nuova composizione.
Nel 1981 con il nuovo l.p. 'Gricalata' la Taberna inaugura una nuova fase musicale "Folk Rock".
Il gruppo è ancora invitato a festival internazionali, che fanno accrescere la sua popolarità all'estero e, soprattutto nei Paesi Bassi, consentendogli di partecipare al festival 'Pan Records', importante etichetta specializzata in musiche etniche e world. D'ora in poi i loro dischi saranno pubblicati in tutto il mondo.
Nel 1996 esce il CD Allah Muntagna, che raccoglie 18 brani di canti d'amore, lotta e storie popolari.

### 1998 - 2004
Nel 1998 esce l'album L'anima du munnu. Con quest'album Maio elabora una nuova poetica, che esplora nuove relazioni con le culture del bacino mediterraneo (dai Greci, Romani, Arabi Normanni). In questo album si può ascoltare l'anima della Sicilia, la filosofia popolare e il rapporto mistico con la natura.
Sempre nel 1998 la Taberna partecipa al Concert Hall di Istanbul, in Turchia.
Nel 2001 esce il CD La Chiami Sicilia, contenente undici brani registrati dal vivo. Questo CD nasce per festeggiare i venticinque anni del gruppo, raccogliendo le pagine più importanti della carriera.
Nel 2004 esce il nuovo CD E vinniru du mari...Federicu, come omaggio alla Scuola Poetica Siciliana (sec.XIII) nel Regno Siculo-Normanno di Federico II di Svevia. E vinniru du mari...Federicu parla dei siciliani che, provano una sempre più diffusa spinta a voltarsi indietro per riscoprire le proprie radici.
L'album raccoglie brani strumentali e ballate su Federico II di Svevia.

## Premi
- 2004 - Corrado Maranci: ricevuto a Siracusa per lo sviluppo e la diffusione della musica folclorica siciliana.

## Repertorio attuale
Il repertorio della Taberna Mylaensis si fonda sulla cultura folklorica siciliana influenzata dalle musiche e culture dai paesi dell'area mediterranea: canti popolari, ballate e poesie dialettali, danze e suoni con strumenti tradizionali.

## Discografia
- 2004 - Vinniru du mari, Federicu
- 2001 - La Chiami Sicilia Live
- 1998 - L'Anima du munnu
- 1996 - Allah Muntagna
- 1981 - Gricalata
- 1976 - Fammi ristari nto menzu di to brazza
- 1976 - Populu e Santi

## Componenti attuali del gruppo
- Luciano Maio (voce, chitarra, mandola, tamburo, marranzano)
- Antonio Vasta (fisarmonica, organetto, piano, zampogna, voce)
- Antonio Putzu (flauti di canna, clarinetto, sax soprano, voce)
- Vincenzo Castellana (tammorra, tamburelli, djambé, darbuka, voce)
- Francesco Bongiorno (set percussioni, tamburelli, voce)